# Gödel, Escher, Bach
Gödel, Escher, Bach: an Eternal Golden Braid (sovint abreujat GEB) és un llibre de Douglas Hofstadter, guanyador del Premi Pulitzer, publicat el 1979 per l'editorial Basic Books. El subtítol anglès es podria traduir per un etern trenat d'or.El llibre tracta de com es relacionen les idees i obres del lògic Kurt Gödel, l'artista Maurits Cornelis Escher i el compositor Johann Sebastian Bach. Com l'autor indica: 
«... vaig comprendre que les idees i obres de Gödel, Escher i Bach eren només ombres dirigides en diverses direccions d'una mateixa essència central. Vaig intentar reconstruir l'objecte que generava l'ombra i així vaig arribar a aquest llibre.»
El tema central del llibre ha dut a confusió al llarg del temps; en resposta, Hofstadter ha subratllat que el GEB no es tracta de matemàtiques, art ni música, sinó més aviat sobre com la cognició i el pensament sorgeixen des dels ocults mecanismes neurològics. En el llibre, presenta una analogia sobre com les neurones individuals del cervell es coordinen per crear un sentit unificat d'una ment coherent, en comparar-la amb l'organització social d'una colònia de formigues. En paraules de l'autor, la pregunta que es vol respondre en el llibre és:
«segueixen, o no, les paraules i pensaments regles formals?. És un «intent personal de decidir com és que els éssers animats poden sortir de la matèria inanimada. Què és el jo, i com pot sorgir un jo d'alguna cosa tan mancada de jo com una pedra o un toll?».

## Estructura
El llibre pren la forma d'una interacció entre diverses narratives. Els capítols principals s'alternen amb diàlegs entre els personatges imaginaris, inspirats per la narració El que la tortuga va dir a Aquil·les de Lewis Carroll, que apareix en el llibre. En aquest, Aquil·les i la tortuga discuteixen una paradoxa relativa als modus ponens. Hofstadter basa els altres diàlegs en aquest, presentant el cranc i un geni, entre d'altres. Aquestes narratives se submergeixen amb freqüència en l'autoreferència i la metaficció.
Els jocs de paraules caracteritzen prominentment l'obra. Alguns jocs de paraules poden ser absolutament atroços, però perdonables per l'amplitud de la connexió que fan amb les idees: "el MagnifiCrab, de fet" (el Magnificat en Re de Bach), "SHRDLU, joguina del disseny humà" (anglès: Toy of Man's Designing, al·ludeix al coral de Bach Jesus, Joy of Man's Desiring - Jesús, alegria de l'anhel humà) i a la teoria tipogràfica dels nombres (en anglès TNT) que inevitablement reacciona explosivament quan procura fer declaracions sobre si mateix, com el TNT. TNT és una il·lustració del teoremes d'incompletesa de Kurt Gödel i altres analogies per a aquella ocorren en el llibre; per exemple, un fonògraf que es destrueix tocant un enregistrament titulat "No puc ser tocada en el reproductor X". Aquest és un exemple d'un bucle estrany, un terme encunyat per Hofstadter per descriure les coses que parlen sobre o es refereixen novament a si mateixos, com ara la litografia d'Escher de dues mans que es dibuixen.
Hofstadter porta els lectors al llarg de molts tipus de rutes per escapar de tals contradiccions que provenen de la lògica. En última instància, els contes dels mestres zen desperten en les nostres ments amb els koans que ens forcen a pensar fora de la caixa i abraçar aquestes paradoxes amb Mu (无).
Hi ha altres històries acolorides sobre "SHRDLU, l'estructura alternativa de la unió", un mateix menjant-se pantalles de televisió, i la forma musical del cànon. Altres assumptes són des de les paradoxes de Zenó d'Elea fins a les colònies de formigues sàvies. Una pregunta clau en el llibre és "quan són dues coses iguals?". Una altra paradoxa, la llei de Hofstadter, una llei autoreferencial, la va fer a la manera de la cultura geek:
Et portarà més temps del que penses, fins i tot si tens en compte la llei de Hofstadter.
També hi apareix el trencaclosques MU, que relaciona les cadenes de producció de caràcters amb l'aritmètica congruent.
Les call stacks ('trucada de piles/rutina') també són discutides en GEB mentre que un diàleg descriu les aventures d'Aquil·les i la tortuga mentre fan ús de tònics "que empenyen (push)" i "que fan esclatar". Incorporar una il·lustració a un llibre comptaria com a "empenyent (push)", incorporar una il·lustració a un llibre dins d'una il·lustració en un llibre hauria causat un doble "empènyer (push)", i "que fan esclatar" es refereix a sortir de nou al nivell anterior de la realitat. La tortuga, humorísticament, comenta que un amic seu va usar el "fer esclatar" mentre estava en el seu estat actual de realitat i, des de llavors, no es va sentir a parlar més d'ell. (És que el seu amic va deixar simplement d'existir, o va assolir un nivell més alt de realitat, és a dir, el mateix nivell de realitat en el qual els lectors de GEB resideixen actualment.) Les seccions subsegüents discuteixen els principis bàsics de la lògica, declaracions autoreferencials (typeless), sistemes, i fins i tot la programació.
Un diàleg particularment significatiu en el llibre està enginyosament escrit en la forma d'un cànon retrògrad, en el qual cada línia abans del punt mitjà correspon a una línia idèntica passat el punt mitjà, si bé la conversa dona una sensació estranya a causa de l'ús de frases comunes que poden ser usades com a salutacions o comiats ("bon dia") i la col·locació de les línies que, sota propera inspecció, dobla com una resposta a una pregunta en la línia següent.
Un trencaclosques molt preocupant (en el diàleg Ària amb diverses variacions) és una especulació referent a un autor que escriu un llibre i tria acabar el llibre sense realment interrompre el text, com és l'usual. Un autor no pot fer una conclusió sobtada (és a dir, sobtada considerant la trama) com una sorpresa, quan el fet físic que hi ha solament unes pàgines per acabar el llibre és obvi per al lector, així que aquest autor conclou el tema principal, i llavors continua escrivint, però es deixen pistes al lector que el final ja va passar, com ara una prosa vaga i desenfocada, frases errònies, o contradiccions. Llavors, en llegir les últimes parts passades d'aquest mateix diàleg - o, alguns dirien, GEB en la seva totalitat com un joc de la forma i de la funció-, les singularitats poden notar-se. Pocs lectors han notat que el llibre comença amb un senyal a l'"autor", segurament una broma sobre la idea que el llibre sencer és realment un llarg monòleg de Hofstadter.